# Leonor de Arborea
Leonor de Arborea (en sardo, Elianora de Arbaree; en italiano, Eleonora D'Arborea, Molins de Rey, hacia 1340 - Oristán, 1404) fue jueza de Arborea desde el año 1383 hasta su muerte en 1404. Fue una de las últimas jueces sardos, además de los más poderosas y significativas. Promulgó la Carta de Logu, considerada una de los primeros ejemplos de constitución en el mundo.
Leonor era la hija de Mariano IV de Arborea, quien se había convertido en el año 1346 en juez de Arborea, en la costa occidental de Cerdeña, y su esposa Timbora de Roccabertí.  La casa de Arborea, cuyo poder se extendía sobre alrededor de un tercio de Cerdeña, fue la única parte de la isla independiente en aquel momento de su historia. 

## Primeros años
Leonor nació en torno al año 1340 en Molins de Rey. Era hija de Mariano IV de Arborea y de su esposa Timbora de Rocabertí, noble catalana de Perelada. Era hermana de Hugo III de Arborea y Beatriz.
Pasó sus primeros años de su juventud en Oristán. Cuando en 1347 murió el juez Pedro III de Arborea sin descendientes, la Corona de Logu del juzgado (una asamblea de los nobles, prelados, funcionarios de la ciudad y de las villas) eligió juez al padre de Leonor: Mariano IV, hermano del muerto, que gobernó el juzgado de 1347 a 1376.

## Relaciones dinásticas
Leonor se casó antes de 1376 con el cuarentón Brancaleone Doria, del célebre linaje genovés. Su matrimonio entraba dentro del diseño más amplio de una alianza entre los Arborea y los Doria, que ya controlaban vastos territorios de Cerdeña en función antiaragonesa. Tras la boda, vivió en Castelgenovese (la actual Castelsardo), donde nacieron sus hijos Federico y Mariano. Parece por tanto acertado que en 1382 Leonor había concedido un préstamo de 4000 florines de oro a Nicolò Guarco, dogo de la república de Génova, y que este por su parte se empeñó en devolver la suma en el término de diez años; en caso contrario, habría pagado el doble. Casualmente fue firmada la condición de que si en el transcurso alcanzara la pubertad Federico (hijo de Leonor), la hija del dogo Bianchina habría debido casarse con él y, en el caso en que tal matrimonio no se hubiese podido celebrar (por causa de muerte u otro caso fortuito), el acto sería nulo.

Un préstamo similar a una potente familia de Génova y la cláusula del contrato señalando un diseño dinástico de Leonor, la cual acordando tal crédito mantuvo alto el prestigio de su familia y reconoció la importancia de los intereses de los ligures. Asimismo, sentó la base concreta para una alianza que le habría consentido el recurso logístico y la unión (mediante la potente flota doriana) de buena parte de los puertos del Mediterráneo. En conclusión, si introdujo con rango paritario en el juego de la política europea.

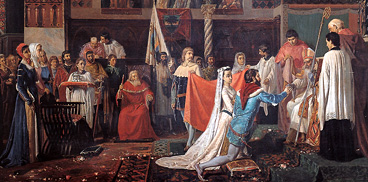
Boda de Leonor de Arborea y Brancaleone Doria

Cuando Hugo III de Arborea enfermó, aprovechándose del problema de su sucesión Leonor escribió al rey de Aragón para que apoyase el reinado de su hijo Federico, en lugar del vizconde de Narbona, viudo de su hermana Beatriz, muerta en 1377. En 1383 Hugo fue asesinado en su palacio de Oristán y su regicidio podía tener diversos motivos e intereses.
Las razones exteriores eran los aragoneses y los enemigos de Arborea, y las internas podían identificarse en el descontento de las clases de los propietarios y de los mercanderes, en reacción a su actitud autoritaria y por las vejatorias contribuciones; necesarias para mantener los mercenarios alemanes provenzales y borgoñones, que Hugo había contratado más que nada para evitar que fueran contratados por otros.

## La sucesión a juez de Arborea
En este clima de crisis y de descontento, con Aragón ya abiertamente intencionado a conquistar toda la isla, en 1383 Leonor escribió al rey una relación sobre condiciones de Cerdeña y pidió que reconociese a su hijo Federico como legítimo sucesor de Hugo. Envió después a su marido Brancaleone a tratar directamente con el rey. Al mismo tiempo escribió a la reina, pidiéndole intercesión al rey a favor de su hijo para que pudiese así terminar el desorden que reinaba en la isla.

Juzgados sardos.

Leonor pretendía reunir en la mano de su hijo que los dos tercios de la Cerdeña que Hugo había ocupado antes de su asesinato. Este diseño hizo sospechar al rey, que no consideró conveniente tener una familia tan poderosa en su reino, tanto así que no siendo heredero directo masculino de Hugo, esas posesiones "iuxta morem italicum" habrían debido ser confiscadas. Brancaleone fue retenido con el pretexto de hacerlo reentrar en Cerdeña cuando se organizara una flota, pero efectivamente se había convertido en un auténtico rehén e instrumento de presión contra la jueza rebelde.
Leonor no perdió el ánimo y confirmó su política de guerra: pasó a la acción y apenas reentró en Oristán, castigando a los conspiradores y se autoproclamó jueza de Arborea según el antiguo derecho regio sardo, el cual le daba la capacidad de acceder al trono al padre o al hermano. En la práctica, la práctica electiva era la opuesta al feudalismo y chocaba con la línea política aragonesa. Los Arborea se rehicieron por el contrario en la antigua autonomía de origen alto medieval y al ejercicio de una plena soberanía de los propios territorios.
Así pues, Arborea estuvo cuatro años en guerra contra la Corona de Aragón, que reclamaba la isla. Perdió gran parte de sus posesiones sardas en beneficio de Leonor. Arborea obtuvo casi toda la isla durante esta guerra. Después de reunir a las fuerzas sardas, Leonor fue capaz de negociar un tratado favorable. Su hijo mayor, Federico, falleció durante esta guerra y fue sucedido por el hijo menor de Leonor, Mariano V. Se formó una alianza con Génova que apoyó la independencia de Arborea durante otra generación.

## La política de Leonor de Arborea
En lo que concierne a la política, la jueza se aferró directamente en la esperanza del padre, abandonado definitivamente la política autoritaria del hermano Hugo III, garantizó la defensa de la soberanía y de los confines territoriales del juzgado y realizó un trabajo de reordenamiento y sistematización definitiva de las ordenanzas y de las instituciones judiciales locales que daban vida a la Carta de Logu.
Leonor no mostró nunca la visión absolutista del señor al vértice de una oligarquía y más allá de las razones del pueblo, pero en su lugar la de quien considera tener la propia legitimación para reinar por sí mismo en la nación. Por razones políticas, se consideraban los mismos derechos a la sucesión, adoptado el pretexto de que los Arborea eran hijos "bastardos", pero las razones dinásticas parecieron tener por ley menor valor de la legitimación popular y habrían tenido vigor para aquella parte de los territorios recibidos del rey a título personal y no por los que formaban parte del juzgado.
Los intereses de la jueza fueron legados a los del estado con un nudo gordiano y siempre devolvió la ley y el orden para poner freno al devenir de la violencia de los sardos durante la guerra. Las reglas y las leyes garantizaron la paz, es decir, el orden en el tiempo, el futuro.
Con este orden y a estas reglas está relacionado el tema de la independencia, el dilema "vasallos o propietarios". Todavía se entreteje a esto el tema de la tierra y de la nación, de la gente y del territorio estado en el que se garantiza la tierra a todos, en el que la tierra es de todos. Leonor fue reina de un estado cuya legitimación estaba en el pueblo y, única fuerza en la Europa de la época, no se creía en el rey y en la institución de la monarquía en general. Se sintió siempre de la parte de su pueblo y se mezcló con la propia gente, y escuchó también a escondidas las razones.
No ceder jamás el poder fue para Leonor un punto vital. El poder era verdaderamente la diferencia entre la vida y la muerte, no solo por sí mismo sino por toda la isla. Tras conseguir completar el proyecto de su padre de reunir casi toda la isla bajo su poder de jueza regente, poniendo en jaque y reaccionando a los márgenes de la isla (en alguna fortaleza en la costa) las tropas de una monarquía potente como la aragonesa, vio derrumbarse su proyecto por "malignidad de la fortuna"[cita requerida], por una imprevisible incógnita de la suerte: la peste, que dejó sin capacidad de combatir Cerdeña a los aragoneses.

## La Carta de Logu

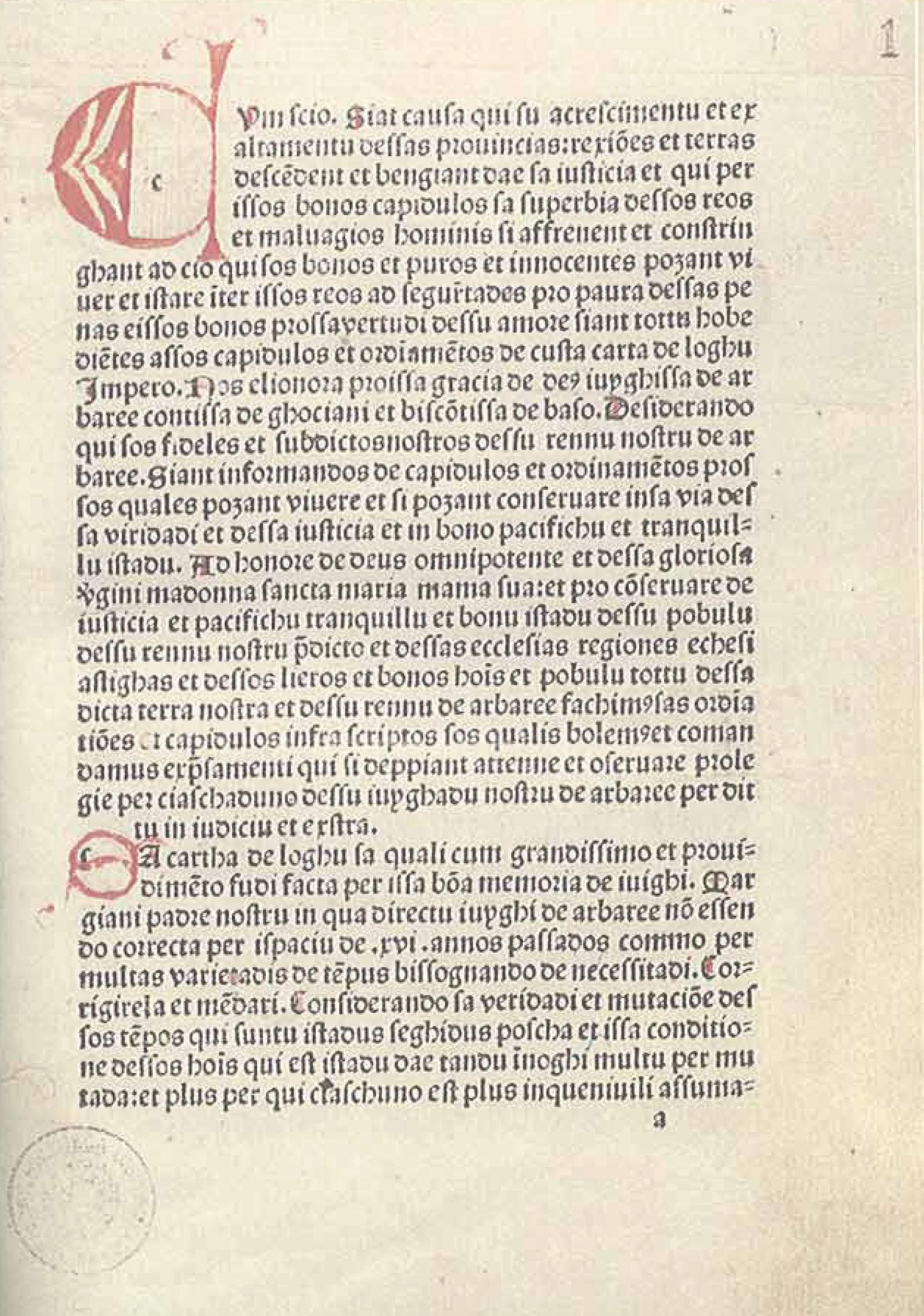
1ª página de la Carta de Logu, que promulgó Leonor.

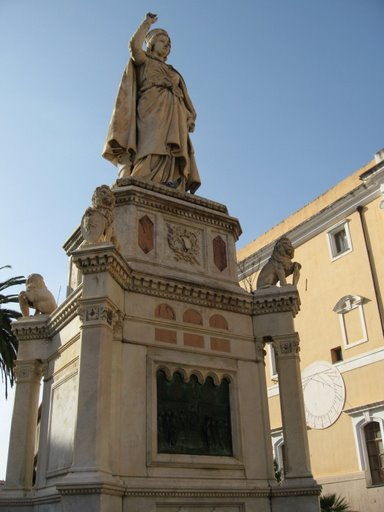
Estatua de Leonor en Oristán. Sostiene la Carta de Logu.

Analizando la Carta de Logu no se puede negar la apertura a la modernidad de algunas normas y la sabiduría judicial que contiene elementos de la tradición romano-canónica, de la bizantina, de la jurisprudencia bolonesa y del pensamiento de los glosaristas de la misma cultura curial catalana, sobre todo de la elaboración judicial local de las costumbres sardas elaboradas del derecho sardo de tipo municipal.
Se trataba de un cuerpo de leyes que se hicieron obligatorias a partir de abril de 1395. La pena para la mayor parte de los delitos era una multa, y se protegía los derechos de propiedad de las mujeres. Estas leyes permanecieron obligatorias en Cerdeña hasta la unificación de Italia en 1861.
Los soberanos de Arborea, en la reacción a las tentativas de feudalización aragonesas, emanaron una nueva disciplina judicial en los territorios, que también estaban en un estado de continua agitación política. Tal legislación se señaló como el componente de una política más amplia ajustada al desarrollo del estado arborense y estaba netamente avanzada respecto a la legislación judicial y administrativa del tiempo.
Leonor demostró con su regencia querer salir del medievo apuntando a la liberación de los siervos, "los lieros", y de volver a usar la propia lucha de tipo nacional, más allá de las tropas mercenarias, la de ser sus conciudadanos.
Se trata del periodo en que de la historia antigua se pasa a la medieval y en que el concepto territorial de Cerdeña está por mutar en el estatal, con la isla dividida en varias entidades políticas soberanas. Los cuatro juzgados de Cagliari, Torres, Gallura y Arborea, son construcciones complejas singulares institucionales, insólitas en la Europa del año 1000. Más que elementos preexistentes, parece haberse originado de la "capacidad de los sardos, libres de dominaciones extranjeras a autogestionarse" mediante formas más complejas que las del sistema curatorial, la administración constituyente de las "coronas de logu".
La prerrogativa regia judicial, que no se halla en ningún territorio continental de formación bizantina o bárbara, tiene una connotación tal de quitar importancia a los orígenes y hace de ellos una original organización de gobierno.
Entre los juzgados sardos, solo el de Arborea se propuso construir una nación totalmente sarda. Como todos los estados centrales, Arborea tenía siempre que combatir para no sucumbir a las presiones de los estados limítrofes. Uno de las características de su guerra fue el de ser de preferencia ofensiva más que defensiva y de concebir una política de conquista procurando promover un papel propulsivo que consiguiera agregar en torno a sí también la energía local de los otros juzgados.
Los otros juzgados no supieron entender la petición y la compresión hasta que las poblaciones pujantes pertenecientes a los gobiernos de Cerdeña y Córcega de los aragoneses se volvieron en contra de la incomodidad provocada por el dominio y se unieron a Arborea para realizar por primera vez en la historia de la isla un estado completamente sardo basado en la voluntad del pueblo, o de la antigua nación sarda, bajo la insignia del albero desraizado (escudo de armas arborense).

## La residencia de Leonor
La ubicación de la residencia de Leonor de Arborea ha dado lugar a muchas discusiones entre los historiadores.
Aunque Oristán sea llamada a menudo la "Ciudad de Leonor" y sigua siendo visible en el centro de la ciudad un edificio que tradicionalmente se llama la "Casa de Leonor", no se conservan en la capital arborense restos visibles de la antigua residencia judicial.
En realidad, hablar de la residencia de Leonor es por lo menos problemático, siendo la Giudicessa nacida en España, y habiendo pasado la mayor parte de su vida en Castelsardo (La única ciudad que puede presumir con razón el título de Ciudad de Leonor), Oristán, Cabras y otras "villas de su reyno. O, más a menudo, en el campo de batalla.
Es muy probable, sin embargo, la identificación de la residencia "oficial" de Leonor de Arborea con una casa-fortaleza que se encontraba en el sitio donde ahora se levanta la prisión de Oristán, en la Plaza Mannu, cerca de la antigua y ahora destruida "Porta Mari ".
Los grabados del siglo XIX que representan el llamado "Palacio Judicial" en Oristán sugieren, de hecho, más un edificio tardo-renacentista que medieval, lo que sugiere una reconstrucción desde cero después de la caída del Reyno de Arborea, o de continuos cambios de arquitectura en los siglos.
Dada la escasez de fuentes de la época - que a menudo se refieren a otras "villas", y, en particular, a Cabras, en relación con la Giudicessa de Arborea - sólo en una profunda investigación arqueológica puede determinar con certeza si entre los muros de la prisión se esconde el palacio de los Arborea en Oristán.
La misma Oristán, sin embargo, no fue siempre la capital judicial.
En los primeros siglos de la edad Judicial, de hecho, la capital del naciente Estado era todavía la ciudad de Tharros. Y el primer rey de Arborea, Pietro di Zori, no era de origen tharrense, ya que venía de Zuri, un pequeño pueblo en el centro de Cerdeña, ahora sumergido en el Lago Omodeo, criado por la construcción de la presa en el río Tirso.
De hecho, el que estableció la capital en Oristán fue Mariano II, que en los años entre 1290 y 1293, erigió la enorme muralla que rodeaba la ciudad, de la qual que se puede ver un pequeño tramo de muro cerca de la actual Vía Cagliari, y las dos torres de San Cristoforo (Porta Manna) y de Portixedda.
Si, después de la segunda mitad de 1200 y durante los siguientes dos siglos, no hay más dudas sobre la elección de Oristán como capital, hay, sin embargo, muchos pueblos que compiten por el honor de haber recibido, por lo menos durante algún tiempo, Leonor y su Corte.
La fama de la más grande heroína de Cerdeña es tal que cualquier testimonio que se remonta a la antigüedad es inmediatamente adscrito a su nombre.
Este es, por ejemplo, el caso de Sa Muralla di Narbolia, un muro de piedras se encuentra cerca de la iglesia parroquial, en una posición estratégica que domina la valle del Río Cunzau, que una tradición del siglo XIX indica como las ruinas de un castillo de Leonor.
De acuerdo a interpretaciones más recientes, Sa Muralla es en realidad mucho más antiguo. Es, de hecho, uno los restos de una fortificación fenicio-púnica, que fue construida a lo largo de una de las rutas de acceso al Montiferru para defender la ciudad de Tharros y las llanuras dal asalto de los habitantes de las montañas.
Algunos han sugerido la posibilidad de una estancia de Leonor en el castillo de Sanluri, probablemente debido a razones militares, siendo ésta la última fortaleza de l'Arborea en la frontera de Cagliari.
El castillo de Sanluri, el único castillo en Cerdeña actualmente habitado y abierto a los visitantes, hoy en día trae el nombre de castillo de Leonor, y, dentro de la fortaleza, se muestra la llamada "sala del trono" de Leonor.
De hecho, los datos históricos parecen excluir esta hipótesis, porque, durante el periodo de Leonor, este castillo estaba en manos de los aragoneses, que había hecho de él la cabeza de playa para la conquista final de Cerdeña.
El castillo de Sanluri, de hecho, fue construido, o más bien fortificado, después de un Real Decreto de 27 de julio 1355. La construcción fue ordenada por Pedro IV de Aragón, para hacer frente al cercano castillo de Monreale cerca San Gavino, donde estaban estacionadas las tropas de Arborea.
La tradición, sin embargo, corroborada por numerosos datos históricos y arqueológicos,  ha siempre identificado la llamada "residencia de verano" de Leonor (así como, y más, de los jueces anteriores) con el castillo de "Masone Capras" hoy Cabras, en el municipio del mismo nombre (9000 habitantes).
Fue precisamente en esta fortaleza que la Giudicessa de Arborea, después de haber invocado la ayuda y la protección de la  Virgen, promulgó la Carta de Logu, en el año 1392.
El castillo, o "villa" o "Domus", nacido probablemente en el sitio de una antigua mansio romana, se menciona por la primera vez en los documentos oficiales en el 1102, cuando el Giudice Torbeno dio a su madre Nibata (o Niibata) las anualidades de la Villa de Capras.
Nibata dio a la "domus" de Masone de Capras tierras, servos y ganado. También ordenó que esta residencia, así como la domus - también desaparecida - de Nuraghe Nighellu (ahora Nuraxinieddu), nunca podría ser vendida, quedando a perpetuidad a los jueces de Arborea.
En cambio Nibata estableció que el dueño de Masone de Capras fue obligado a ofrecer tributos perpetuos a la iglesia de Santa Maria de Cabras y a la Iglesia de San Marco en el Sinis.
Si la tradición identifica el castillo de Cabras con la residencia de verano de los Reyes de Arborea, los documentos históricos parecen apoyar esta teoría, lo que sugiere que la domus de Cabras fue también y sobre todo un edificio representativo.
En el castillo de Cabras, de hecho, los Reyes de Arborea hacían tratados, recibían embajadores, notarios, y también los más altos funcionarios de Génova en el período de la alianza con la República Ligure.
A la misma residencia se refirió siglos antes el viajero español-andaluz Ibn Gubah (o Ibn Gubayr o Ibn Yubair), que partió en 1183 de Ceuta dirigido a Alejandría de Egipto a bordo de un barco genovés, y se vio obligado de una tormenta a refugiarse en las costas del Sinis, cerca de la antigua ciudad de Tharros.
Aquí, el día siguiente, se encontró con el "Sultán de la isla".
Era el Juez Barisone d'Arborea, que, después de una reunión con los comandantes de la embarcación regresó a su residencia, seguido por el desfile.
En la fortaleza de Cabras se centraba, de hecho, toda la política del Rey Barisone, que perseguía - con el apoyo de República de Génova - el gran sueño de la unificación política de Cerdeña.
Ya su padre Comita de Arborea había tratado de lograr, antes de Barisone, este ambicioso proyecto, pero no había y, presionado por los ejércitos de los Reyes de Cagliari y Logudoro había encontrado refugio en el castillo de Cabras.
La misma suerte corrió Barisone en 1164, cuando los ejércitos de los otros Jueces sitiaron la Arborea. Él encontró refugio solo por casualidad escapando a Génova. Los atacantes intentaron sin éxito en el castillo de Cabras el fabuloso tesoro que se decía Barisone había escondido allí.
Por el contrario, el pueblo fue saqueado y la fortaleza quemada.
Cuando Barisone fue capaz de volver al Arborea (1171), su sueño de hegemonía se había esfumado y trató en vano de recuperar el prestigio perdido.
Posteriormente reconstruido y fortalecido, el castillo fue la sede durante varios siglos de la Corte Judicial, pero al final del siglo XIII su importancia se redujo, inevitablemente, por la consolidación de los reinos judiciales y la creciente importancia de Oristán.
El castillo, sin embargo, siguió actuando como una segunda residencia para los Jueces de Arborea y, en particular, por la misma Eleanora en sus frecuentes estancias.
A principios de 1400, sin embargo, después de la caída de Arborea por los aragoneses, la fortaleza perdió su importancia y se abandonó a un lento declive.
Los restos del Castillo de los Arborea, del que hasta hace pocas décadas se podían ver algunas torres en ruinas (el llamado "Preda Longa," la "Piedra Larga") en de las orillas del Estero de Cabras o Lago de Pontis, fueron adecuadamente aunque brutalmente reutilizados para la construcción y expansión de una nueva iglesia dedicada a Santa María.
Así como dedicada a Santa María fue la capilla del Castillo y, quizás, otra Iglesia más antigua, ya mencionada en los documentos medievales, por la gran devoción de la misma familia Arborea y Eleanor a la Virgen de la Asunción, invocada por este título también en la Carta de Logu.
El sitio donde está ubicada la iglesia parece el donde estaban las bodegas del castillo.
Este lugar parece ser confirmado, ya que, cuando en abril de 1908 el entonces rector de la Iglesia, E. Sanna, demolió la antigua fachada gótico-renacentista, que fue sustituida por una nueva, en estilo neoclásico, se hicieron las excavaciones para los cimientos, y se encontraron grandes vasijas llenos de tierra, situados a una profundidad de 3 metros, y a 5 metros de distancia el uno del otro.

## Curiosidades
- El halcón de Eleonora, una rapaz ampliamente distribuida en el área del mediterráneo, debe su nombre a la soberana sarda. Esto también ocurre en otras lenguas: en francés Faucon d'Éléonore, en catalán Falcó de la Reina, en inglés Eleonora's Falcon, en italiano Falco della Regina y también en alemán Eleonorenfalke. Se debe a su interés particular por la ornitología, siendo la primera en legislar protección hacia ciertas especies de pájaros (halcones).